# Don Milani - Il priore di Barbiana
Don Milani - Il priore di Barbiana è una miniserie televisiva co-prodotta da Hiland spa e Rai Cinemafiction composta da due puntate trasmesse su Rai 2 nel 1997 e diretta da Andrea Frazzi e Antonio Frazzi. La sceneggiatura è di Stefano Rulli e Sandro Petraglia. Oltre alle due puntate da 100' l'una (andate in onda con un Auditel di quasi 8 milioni di spettatori) è stata prodotta una versione theatrical da 150' distribuita sui mercati internazionali, i cui diritti sono di Hiland spa.
Viene narrata la storia del parroco Lorenzo Milani, interpretato da Sergio Castellitto, e la nascita della scuola di Barbiana: è il racconto biografico di un'incredibile esperienza umana e culturale tra le solitarie campagne toscane, dove l'aiuto dei più deboli e l'impegno nell'insegnamento scolastico erano all'ordine del giorno.

## Trama
Il giovane prete Lorenzo Milani, irrequieto sacerdote fiorentino, è spinto da un forte sentimento cristiano di aiuto verso il prossimo e di contrasto alle ingiustizie. Nella parrocchia di San Donato a Calenzano si mette in luce come colui che è vicino agli ultimi, e al tempo stesso come uno scomodo sacerdote, critico verso la chiesa e lo stato. Il vescovo di Firenze, dopo avergli tolto la guida della parrocchia di Calenzano, lo trasferisce in un piccolo centro abitato in mezzo ai boschi, sul Monte Giovi: Barbiana. Un chiaro "esilio", per mettere a tacere un prete scomodo. In questo panorama rurale, dove il tempo sembra essersi fermato, la vita scorre all'insegna della povertà e dell'isolamento, sociale e culturale.
I bambini, senza saper leggere né scrivere, sono costretti a lavorare nei campi al fianco dei genitori, che non hanno alcun sostentamento se non il lavoro della terra. Don Lorenzo, che non riesce ad accettare di vedere così tanti bambini senza un futuro, decide di fare gratuitamente scuola a tutti i piccoli del villaggio. Nasce così la scuola di Barbiana, allestita in una misera stanza, destinata a diventare un esempio formidabile di cultura e crescita dei giovani, nel nome della solidarietà e del rispetto di tutti. Nella scuola di Don Lorenzo non esistono voti, se qualcuno rimane indietro, nessuno andrà avanti finché non avrà anch'esso imparato come gli altri. In pochi anni la scuola si amplia, cresce e tanti ragazzi riescono a diplomarsi da privatisti, aprendosi un futuro più roseo e dignitoso. Come un padre, Don Milani vede crescere i propri "figli" e con loro una comunità che si fa ogni anno più attiva e densa di iniziative e di eventi.
Nonostante il suo costante impegno al servizio della società, non mancano le difficoltà e le opposizioni alla sua scuola, soprattutto da parte di professori, che la vedono "fuori da ogni schema". Don Milani rimane vicino ai suoi ragazzi e attivo insegnante fino all'ultimo, anche dopo essersi ammalato di tumore. Nonostante le precarie condizioni di salute non si risparmia nel portare avanti il suo progetto di solidarietà. Muore la mattina del 26 giugno 1967 nella casa della madre a Firenze, circondato dall'affetto di molti dei suoi allievi di Barbiana, dopo aver chiesto di essere seppellito nel piccolo cimitero del paese, per rimanere per sempre su quelle montagne, dove aveva dato a molti la speranza di una vita migliore.